# Основной инстинкт (фильм)
«Основно́й инсти́нкт» (англ. Basic Instinct) — эротический триллер 1992 года, поставленный режиссёром Полом Верховеном. В главных ролях снялись актёры Майкл Дуглас и Шэрон Стоун. Главный герой детектив Ник Каррэн (Майкл Дуглас) ведет расследование жестокого убийства богатого артиста, рок-звезды, в ходе которого у него завязываются отношения с главной подозреваемой — загадочной писательницей Кэтрин Трамелл (Шэрон Стоун).
В 2006 году вышел сиквел фильма, «Основной инстинкт 2», в котором Шэрон Стоун повторила роль Кэтрин Трамелл. Фильм с треском провалился в прокате, был разгромлен критиками и негативно оценён не только рядовыми зрителям, но и Полом Верховеном. Планировался выход триквела, однако провал второй части поставил на намерениях студии крест.

## Сюжет
Сан-Франциско. Детектив Ник Каррэн недавно случайно застрелил двух туристов. Чтобы перебороть алкогольную и никотиновую зависимости и доказать свою профпригодность, он посещает консультации полицейского психолога доктора Бет Гарнер, с которой у него когда-то был роман.
Ник по характеру очень энергичен, вспыльчив, агрессивен, импульсивен, склонен к злоупотреблению психоактивными веществами, промискуитету, рискованному поведению ради острых ощущений или чтобы развеять скуку. Ему трудно контролировать свои импульсы, влечения, вспышки страсти, раздражения, гнева и тому подобное. Все эти слабые стороны используются злоумышленниками, чтобы помешать его расследованию.
Ник вместе с напарником Гасом расследует убийство рок-звезды Джонни Боза, которого жестоко зарезали ножом для колки льда во время секса. Единственным подозреваемым Ника является бисексуальная подруга Боза, автор детективов Кэтрин Трамелл, которая в прошлом написала роман, описывающий схожее преступление. Выходит, что либо Кэтрин является убийцей, либо кто-то пытается подставить её. Кэтрин не хочет сотрудничать со следствием, насмехается, курит и, словно невзначай, демонстрирует свои половые органы  на допросе. У неё есть алиби, и она успешно проходит тест на детекторе лжи. Ник выясняет, что у Кэтрин было много друзей-убийц, включая её подругу Рокси, которая убила двух своих младших братьев, когда ей было 16 лет.
На встрече с Ником Кэтрин задает много неуместных вопросов об инциденте с туристами и он понимает, что она каким-то образом прочитала его психологическую карту. Надавив на Бет, он узнает, что она передала его психологическую карту его шефу, Марти Нильсону, который угрожал ей, что уволит Ника. Вскоре Нильсона убивают, и Ник становится главным подозреваемым в его убийстве. Его отстраняют от дела.
Ник и Кэтрин начинают страстный роман. Рокси, завидуя Нику, из ревности пытается сбить его на машине Кэтрин, но погибает сама. Кэтрин скорбит о смерти Рокси и рассказывает Нику о Лизе Хоберман, девушке, которая была её любовницей в годы студенчества. Девушка стала одержима ею, и отношения пришлось прервать. Ник предполагает, что Кэтрин, возможно, не убивала Боза, и начинает искать данные на Хоберман. Выясняется, что Бет Гарнер и есть Лиза Хоберман. Бет признает свою связь с Кэтрин, но утверждает, что всё было наоборот и это Кэтрин стала одержимой ею. Также Ник узнаёт, что муж Бет был застрелен много лет назад, а его убийца не найден.
Наткнувшись на последние страницы новой книги Кэтрин, Ник узнаёт, что вымышленный детектив находит тело своего напарника в лифте, после чего Кэтрин разрывает отношения с Ником. Позже Ник со своим напарником едет в офис на встречу с соседкой Кэтрин по комнате из колледжа, чтобы выяснить, что на самом деле произошло между Кэтрин и Бет. Ник ждёт в машине, так как отстранён от дела, но после того как Гас входит в здание, понимает, что происходит, и бежит спасать напарника. В это время неизвестный человек в темном плаще с капюшоном убивает Гаса ножом для колки льда. Ник находит тело Гаса в обстановке, похожей на описанную в книге. Он бросается на поиски преступника, но встречает в коридоре Бет, которая объясняет, что получила сообщение о встрече с Гасом. Ник подозревает, что она убила Гаса и, полагая, что она тянется к оружию, стреляет в неё, но обнаруживает, что Бет только теребила украшение на своей цепочке для ключей.
В квартире Бет полиция находит доказательства её виновности в убийствах Боза, Морана и её собственного мужа, а также фотографии и вырезки из газет с Кэтрин. Ник смущен и удручён, он возвращается в свою квартиру, где Кэтрин встречает его, и они занимаются сексом. Пока они обсуждают своё будущее, под кроватью оказывается нож для колки льда.
Судьба Ника Каррена и личность истинного убийцы Джонни Боза, Марти Нильсона и Гаса Морана остаются нераскрытыми.

## В ролях
| Актёр             | Роль                       |
| ----------------- | -------------------------- |
| Майкл Дуглас      | детектив Ник Каррэн        |
| Шэрон Стоун       | Кэтрин Трамелл             |
| Джордж Дзундза    | Гас Моран                  |
| Джинн Трипплхорн  | доктор Бет Гарнер          |
| Денис Арндт       | лейтенант Филипп Уокер     |
| Лейлани Сэрель    | Рокси                      |
| Брюс Янг          | Эндрюс                     |
| Челси Росс        | капитан Тэлкотт            |
| Дороти Мэлоун     | Хэйзл Добкинс              |
| Уэйн Найт         | Джон Коррели               |
| Дэниэл фон Бэрген | лейтенант Марти Нильсен    |
| Стивен Тоболовски | доктор Ламотт              |
| Бенджамин Моутон  | Хэрриган                   |
| Джек Макги        | шериф                      |
| Билл Кэйбл        | Джонни Боз                 |
| Митч Пиледжи      | следователь внутренних дел |

## Производство
Кинокомпании изначально проявили огромный интерес к сценарию Эстерхаза и соревновались за право приобрести его, предлагая все большую и большую цену. В результате права выкупила небольшая фирма «Carolco» за 4 000 000 долларов.
Забавно, но я не понимала, что привлекательна, до тех пор пока не посмотрела «Основной инстинкт».
Позднее Верховен признавал, что Шэрон Стоун «блистала в этой картине, была её настоящим открытием», однако он видел в этом заслугу Майкла Дугласа: «Все так и было, но произошло это именно благодаря Майклу, его силе, харизме, его щедрости». Верховен утверждал: «Шэрон сыграла отлично, потому что очень уважала Дугласа. Даже, пожалуй, боялась его. Ведь он был большой звездой. Я сразу понял, что рядом с ней в кадре должен быть тот, кого она уважает. Если она не уважает партнёра – ничего не получится».
О производственном процессе был снят документальный фильм «Внутри „Основного инстинкта“» (англ. Inside Basic Instinct).

## Восприятие
Фильм вызвал большой резонанс и хорошо окупился в прокате. Кинокритики в большинстве своём хорошо оценили фильм. Однако самые известные кинокритики США Роджер Эберт и Дэйв Кер отзывались о фильме негативно.